# Palimpsest bojański

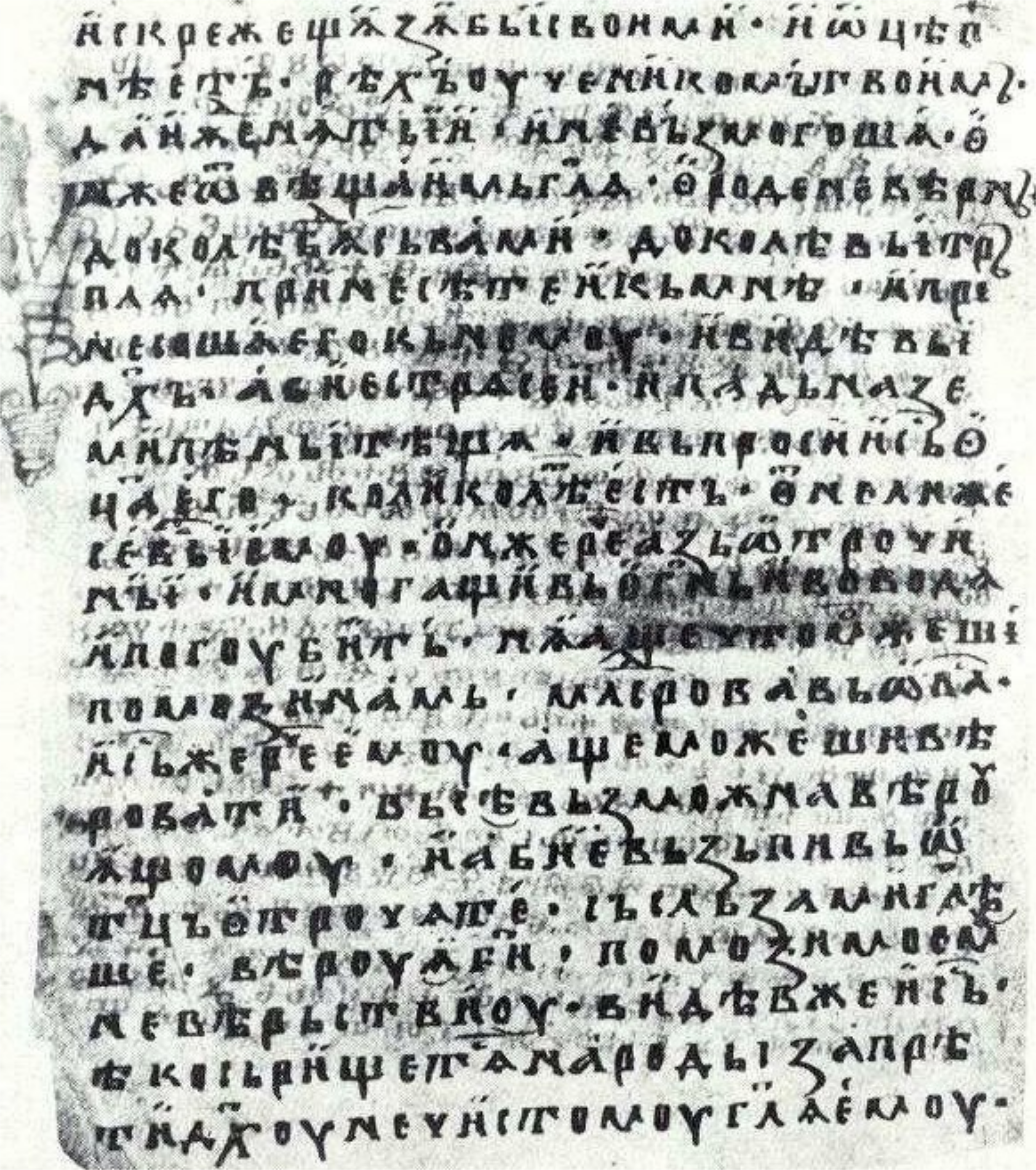
Karta z manuskryptu

Palimpsest bojański lub Ewangeliarz bojański – pergaminowy manuskrypt w języku staro-cerkiewno-słowiańskim, zawierający XIII-wieczny ewangeliarz pisany cyrylicą, częściowo naniesiony w miejsce wytartego ewangeliarza głagolickiego z końca wieku XI. Przechowywany jest w Rosyjskiej Bibliotece Państwowej w Moskwie.
Manuskrypt jest częściowo niekompletny, z 224 kart zachowało się 109. 42 karty są palimpsestem zapisanym na wcześniejszym ewangeliarzu głagolickim. Odnaleziony został w 1845 roku we wsi Bojana koło Sofii przez rosyjskiego badacza Wiktora Grigorowicza. Po jego śmierci trafił do zbiorów moskiewskiego Muzeum Rumiancewa. Tekst głagolicki, choć odkryty już przez Grigorowicza, zbadał dopiero Iwan Dobrew (Глаголическият текст на Боянския палимпсест. Старобългарски паметник от края на XI в., София, 1972), wysuwając hipotezę iż został on starty z powodu uszkodzenia materiału. Leszek Moszyński zaliczył ewangeliarz do jednej tradycji tekstualnej z kodeksami zografskim i mariańskim, zaś przyczyny ponownego wykorzystania pergaminu dopatrywał się w niedbałym zapisaniu.
W warstwie tekstowej widoczna jest pisownia ъ w miejsce ь (власть → властъ, тьмѣ → тъмѣ).